# Aphanius iberus
Il nono moresco (Aphanius iberus (Valenciennes, 1846)) è un pesce d'acqua dolce e salmastra, appartenente alla famiglia Cyprinodontidae.

## Distribuzione e habitat
Questa specie è endemica della fascia costiera mediterranea dellaSpagna. Una popolazione disgiunta nei pressi di Perpignan (Francia) risulta estinta.
Le popolazioni nordafricane di Marocco ed Algeria citate in letteratura sono oggi attribuite ad altre specie.

Vive soprattutto in acqua salmastra (sebbene la sua eurialinità gli consenta di popolare ambienti con salinità tra lo 0 e quasi il 60 per mille. Popola lagune, estuari e stagni costieri.

## Descrizione
L'aspetto è simile a quello del nono ma presenta un corpo più tozzo.

La colorazione nel maschio è fondamentalmente grigio argentea o azzurrina con 10-20 strisce trasversali grigie o azzurre, spesso interrotte a formare linee irregolari di punti più vistosi nella metà posteriore del corpo, la pinna caudale è trasparente o grigiastra con alcune fasce scure trasversali. Nella femmina il colore è argenteo con numerosi punti scuri allineati longitudinalmente in file irregolari.

La lunghezza si attesta sui 4,5 cm.

## Biologia
Le sue caratteristiche biologiche non differiscono sostanzialmente da quelle del nono, se non per il fatto che il suo ciclo vitale è annuale o al massimo biennale. Le uova vengono deposte quotidianamente per un lungo periodo di tempo.

## Biogeografia
Questa specie (ed in genere tutti gli Aphanius) è considerato un relitto biogeografico della fauna della Tetide che popolava il mar Mediterraneo prima di essere sterminata durante la crisi di salinità del Messiniano (che comportò il quasi totale disseccamento del Mediterraneo) alla fine del Miocene.

## Acquariofilia
Non ha nessun valore alimentare, talvolta viene allevato in acquario.

## Conservazione
È minacciato di estinzione, risente fortemente della competizione con l'alloctona gambusia, vincente nelle acque dolci, difatti sopravvive solo in acque salmastre o iperaline.